# Espineta ventregroga
L'espineta ventregroga (Gerygone chrysogaster) és un ocell de la família dels acantízids (Acanthizidae).

## Hàbitat i distribució
Habita boscos i vegetació secundària de les terres baixes a les illes de Waigeo, Batanta i Misool, illes Aru i des de Nova Guinea occidental fins al centre i est, incloent les illes Yapen.